# Alice et la Soucoupe volante
Alice et la Soucoupe volante (titre original : The Flying Saucer Mystery) est le cinquante-huitième roman de la série Alice (Nancy Drew en VO) écrit par Caroline Quine, nom de plume collectif de plusieurs auteurs. Le roman a été écrit par Ruth Sanderson (en).
Aux États-Unis, le roman a été publié pour la première fois en 1980 par Wanderer Books / Simon & Schuster. En France, il est paru pour la première fois en 1983 chez Hachette Jeunesse dans la collection « Masque Jeunesse » sous le no 3.
Le roman relate une enquête d'Alice relative à une mystérieuse soucoupe volante aperçue par des villageois dans une montagne des Appalaches. Arrivée sur place, Alice aura aussi l'occasion de rechercher l'emplacement d'un lieu dans lequel un homme, dix ans auparavant, avait caché ses biens les plus précieux pour son fils.

## Résumé

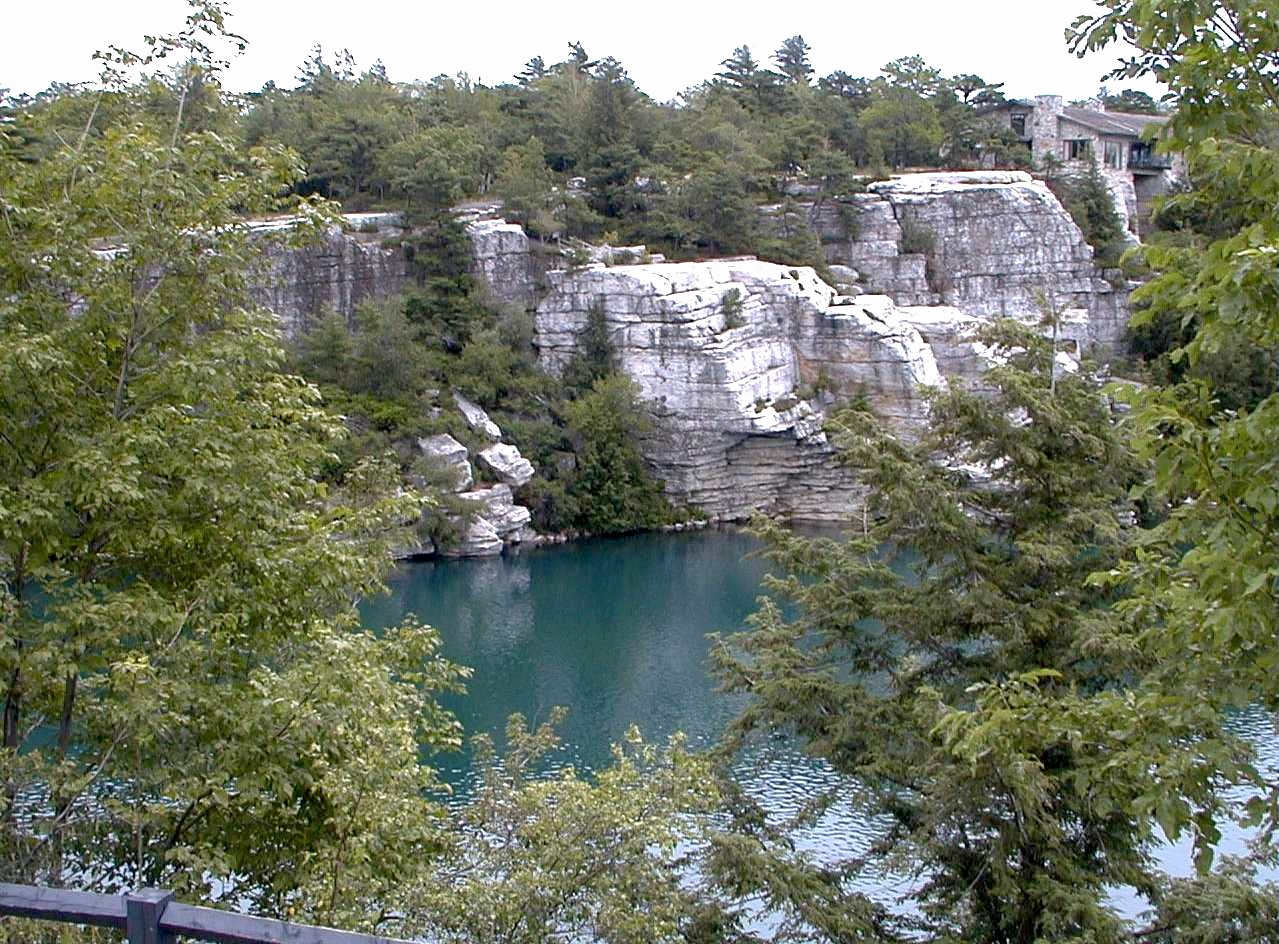
Paysage des montagnes Shawangunk.

Remarque : le résumé est rédigé sur la base de l'édition française de 1983.
- Mise en place de l'intrigue

James Roy, le père d'Alice, confie à cette dernière une étrange mission : enquêter sur les déclarations de villageois qui affirment avoir aperçu une « soucoupe volante ». Alice accepte la mission et prend l'avion en compagnie de Marion et Bess, ainsi que de Ned, Bob et Daniel, leurs compagnons respectifs.
Alice et ses amis doivent séjourner chez Hal et Jane Drake, un couple de fermiers qui mettent à leur disposition des chevaux afin de se déplacer facilement dans les collines de la chaîne des Shawangunk.
- Enquête et aventures

Les jeunes aventuriers sont amenés à rencontrer Shoso, un indien Shawnee qui ne parle pas l'anglais et avec qui on ne peut communiquer que par gestes et mimiques. L'homme est sympathique et viendra en aide ultérieurement aux jeunes aventuriers.
Ils sont aussi amenés à faire la connaissance de Joseph Austin (dit « le Vieux Joe »), un homme qui vit seul dans la forêt. Vieux Joe souffre d'un secret qu'il n'a jamais confié à personne : dix ans auparavant, son père avait caché ses biens les plus précieux dans un endroit qu'il avait tenu secret. Or l'homme était mort quelques mois plus tard et n'avait pas eu l'opportunité d'indiquer en temps utile à son fils où se trouvait la cachette.
Alice et ses amis sont donc confrontés à deux énigmes : la soucoupe volante aperçue par des villageois ; l'emplacement de la cachette du père de Vieux Joe.
Alice et Ned, au cours de l'une de leurs expéditions, aperçoivent cette mystérieuse soucoupe volante à laquelle ils ne croyaient pas vraiment. L'engin se trouve à quelques centaines de mètres d'eux, apparemment échoué dans une mare. Ils s'en approchent, la porte de l'engin s'ouvre, et ils pénètrent à l'intérieur…
- Dénouement et révélations finales

S'agissant de la soucoupe volante, la désillusion est totale : il s'agit en réalité d'un drone fabriqué par l'armée américaine dont on avait perdu la trace depuis longtemps. L'armée intervient et récupère l'engin.
Concernant la cachette du père de Vieux Joe, les jeunes aventuriers la découvrent et remettent à Joe une cassette contenant son héritage. À l'intérieur de la cassette se trouve notamment un courrier manuscrit du père de Joe, lui révélant que Shoso l'Indien est son frère aîné. Celui-ci avait été enlevé par des Indiens peu après sa naissance. La mère de Vieux Joe, elle-même indienne shawnee, avait accouché de Joe deux ans après. Les parents n'avaient jamais osé révéler à leur fils l'existence d'un frère aîné qu'on croyait mort.

## Personnages
- Personnages récurrents
  - Alice Roy : héroïne de la série, fille de l'avocat James Roy, orpheline de mère.
  - James Roy : avocat de renom, père d'Alice Roy, veuf.
  - Bess Taylor : jeune femme blonde et rondelette, l'une des meilleures amies d'Alice.
  - Marion Webb : jeune femme brune et sportive, cousine germaine de Bess et l'une des meilleures amies d'Alice.
  - Ned Nickerson : jeune homme brun et athlétique, étudiant à l'université d'Emerson, ami et « chevalier servant » d'Alice.
  - Bob et Daniel : compagnons de Marion et de Bess.
  - Sarah : la vieille bonne des Roy, qui a élevé Alice à la mort de sa mère.

- Personnages spécifiques au roman
  - Hal et Jane Drake : un couple de fermiers qui reçoivent Alice et ses amis.
  - Joseph Austin (« vieux Joe ») : un homme solitaire qui vit dans la forêt.
  - Shoso : un Indien Shawnee.
  - M. Halpern : chimiste.
  - M. Hendricks : botaniste.
  - Dr Caffrey : médecin.
  - Colonel Aken : militaire.

- Animaux
  - Betsy : cheval monté par Alice.
  - Kitty : chat sauvage.
  - Trixie : chienne du vieux Joe.

## Éditions françaises
- 1983 : Éditions Hachette Jeunesse, collection « Masque Jeunesse » no 3, format de poche souple (français, version originale). Illustré par Jean Sidobre. Texte français de Lisa Rosenbaum. 20 chapitres. 184 p.
- 1988 : Éditions Hachette Jeunesse, collection « Bibliothèque verte » no 440, format de poche souple (français, version originale). Illustré par Jean Sidobre. Texte français de Lisa Rosenbaum. 20 chapitres. 184 p.